# Annika Silkeberg
Annika Susanne Silkeberg, född 30 december 1959 i Hamburg, är en svensk teaterregissör.

## Biografi
Annika Silkeberg var med och grundade den fria teatergruppen Teater Sargasso i Stockholm 1981, där hon var aktiv som skådespelare och regissör tills gruppen lades ner 1987. Därefter har hon frilansat som regissör. Förutom scenteater har hon också regisserat för Sveriges Television och Radioteatern. Hon har även gjort översättningar av dramatik för olika teatrar. Annika Silkeberg är syster till poeten Marie Silkeberg.

## Filmografi
- 1989 – Ömheten

## Teater

### Regi (ej komplett)
| År   | Produktion                                 | Upphovsmän                                             | Teater                   |
| ---- | ------------------------------------------ | ------------------------------------------------------ | ------------------------ |
| 1987 | Skuggan av Mart                            | Stig Dagerman                                          | Teater Hydra, Stockholm  |
| 1989 | Lena och Percy Präriehund                  | Jonas Gardell                                          | Göteborgs stadsteater    |
| 1989 | En fulings bekännelser                     | Jonas Gardell                                          | Göteborgs stadsteater    |
| 1990 | Isbjörnarna                                | Jonas Gardell                                          | Stockholms stadsteater   |
| 1990 | Tredje person                              | Peter Kihlgård                                         | Stockholms stadsteater   |
| 1991 | Caligula                                   | Albert Camus                                           | Göteborgs stadsteater    |
| 1992 | Verkligheten                               | Michael Segerström                                     | Boulevardteatern         |
| 1994 | Absolut Ubu (Kung Ubu & Den fjättrade Ubu) | Alfred Jarry                                           | Kommando X               |
| 2002 | Festen                                     | Thomas Vinterberg                                      | Östgötateatern           |
| 2004 | Amadeus                                    | Peter Schaffer                                         | Östgötateatern           |
| 2006 | Rädsla äter själen                         | Rainer Werner Fassbinder Översättning Annika Silkeberg | Teater Galeasen          |
| 2007 | Hiroshima mon amour                        | Marguerite Duras                                       | Teater Galeasen          |
| 2009 | Döden i Thebe                              | Jon Fosse                                              | Dramaten                 |
| 2009 | Viola och Cinnober                         | Melanie Peter Översättning Annika Silkeberg            | Turteatern               |
| 2010 | Citizenship                                | Mark Ravenhill                                         | Dramaten                 |
| 2010 | Här och nu                                 | Roland Schimmelpfennig Översättning Annika Silkeberg   | Teaterhögskolan i Malmö  |
| 2012 | Madame Bovary                              | Tine Rahel Völcker                                     | Dramaten                 |
| 2013 | Trust                                      | Falk Richter Översättning Annika Silkeberg             | Teater Galeasen          |
| 2014 | And I and silence                          | Naomi Wallace Översättning Annika Silkeberg            | Kulturhuset Stadsteatern |
| 2015 | Beckomberga                                | Sara Stridsberg                                        | Dramaten                 |
| 2018 | Jeanne d’Arc                               | Annika Silkeberg                                       | Helsingborgs stadsteater |
| 2019 | Störning                                   | Falk Richter Översättning Annika Silkeberg             | Teaterhögskolan i Malmö  |